# Cmentarz wojenny nr 445 – Chrzanów

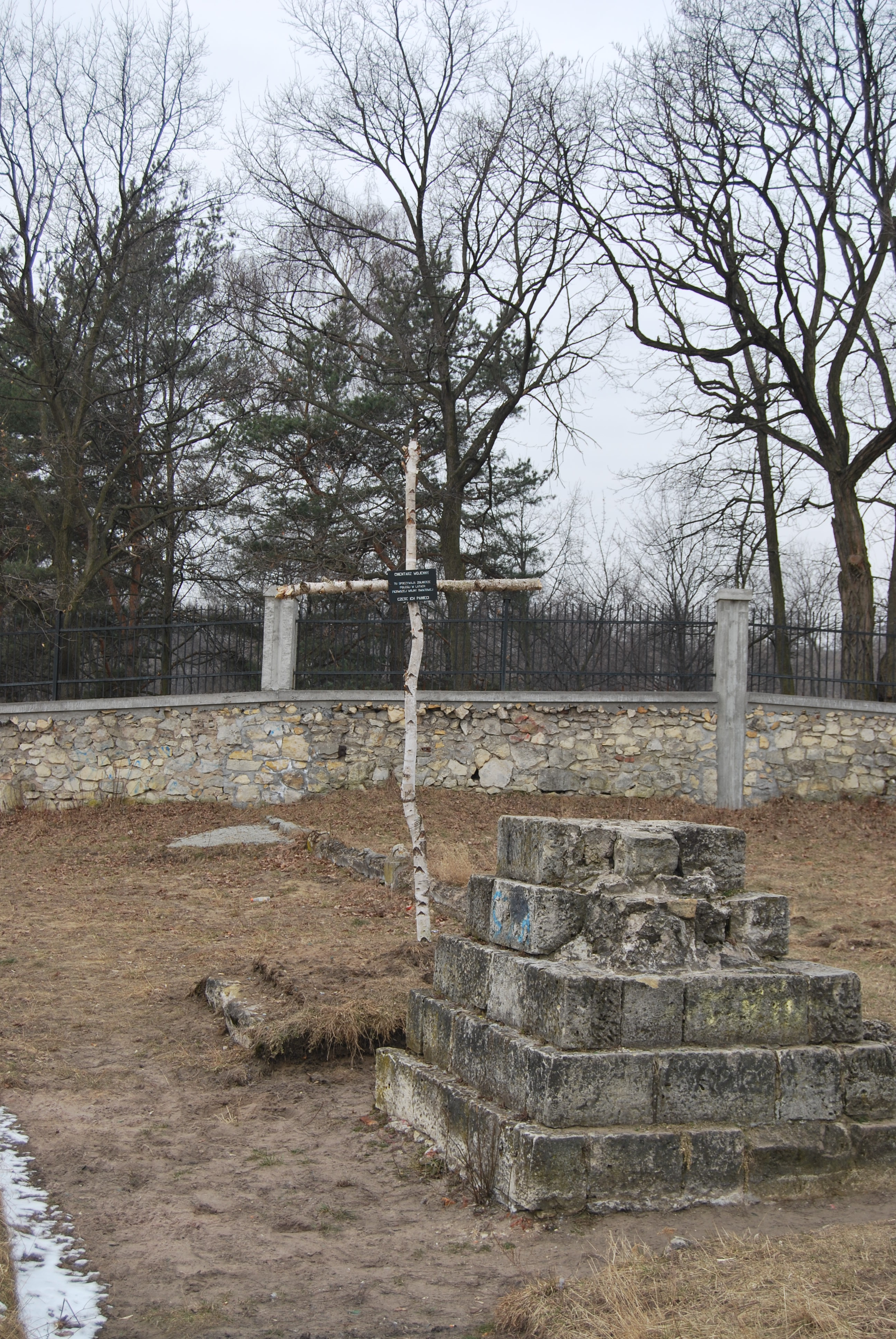
Pozostałości pomnika (stan sprzed odbudowy)

Cmentarz wojenny nr 445 – Chrzanów – cmentarz wojenny z okresu I wojny światowej zlokalizowany w Chrzanowie w województwie małopolskim. Niewielka żołnierska nekropolia znajduje się po wschodniej stronie cmentarza żydowskiego.
Cmentarz jest mogiłą żołnierzy zmarłych podczas I wojny światowej w szpitalach, znajdujących się na terenie Chrzanowa. Pochowano na nim łącznie 171 żołnierzy austro-węgierskich i rosyjskich: Polaków, Rusinów, Czechów, Słowaków, Węgrów, Austriaków, Bośniaków, Chorwatów, Rosjan, Włochów.
Pierwotnie cmentarz miał kształt trapezu. Na mogiłach stały drewniane krzyże. Z biegiem lat cmentarz uległ zniszczeniu. Już w 1932 roku notowano wypadki podbierania piasku z terenu przylegającego bezpośrednio do mogił żołnierskich, co zagrażało uszkodzeniem nekropolii, a w końcu lat 60. XX w. pojawiły się nawet plany likwidacji cmentarza ze względu na jego zdewastowanie.
We wrześniu 2022 roku rozpoczęła się odbudowa cmentarza, która zakończyła się 1 listopada 2022 roku. Uroczyste otwarcie nastąpiło 8 listopada 2022 roku. Głównymi elementami cmentarza są: pomnik z kamiennych bloków zwieńczony krzyżem oraz wysoki drewniany krzyż.